# Know-It-All
Know-It-All – debiutancki album Alessii Cary, kanadyjskiej piosenkarki pogranicza popu i r'n'b. Został wydany 13 listopada 2015 przez wytwórnię Def Jam.

## Lista utworów
1. „17”
2. „Here”
3. „Outlaws”
4. „I’m Yours”
5. „Four Pink Walls”
6. „Wild Things”
7. „Stone” (gośc. Sebastian Kole)
8. „Overdose”
9. „Stars”
10. „Scars to Your Beautiful”
11. „Here” (2 AM Version) *
12. „River of Tears” *
13. „My Song” *

* Deluxe Edition bonus track

## Certyfikaty i sprzedaż
| Kraj                     | Certyfikat         | Sprzedaż   |
| ------------------------ | ------------------ | ---------- |
| Australia (ARIA)         | złota płyta        | 35 000+    |
| Dania (IFPI Danmark)     | platynowa płyta    | 20 000+    |
| Kanada (MC)              | 2x platynowa płyta | 160 000+   |
| Norwegia (IFPI Norge)    | platynowa płyta    | 20 000+    |
| Polska (ZPAV)            | złota płyta        | 10 000+    |
| Singapur (RIAS)          | złota płyta        | 5 000+     |
| Stany Zjednoczone (RIAA) | platynowa płyta    | 1 000 000+ |
| Wielka Brytania (BPI)    | złota płyta        | 100 000+   |